# Anders G. Carlberg
Per Anders Gustav Carlberg, född 9 juli 1943, är en svensk civilekonom och företagsledare.
Carlberg studerade vid Lunds universitet, och hade senare bland annat en chefspost i Oxelösunds Jernverk. Han ingick i den så kallade "Björnligan" av företagsledaradepter till Björn Wahlström. Han var verkställande direktör för J.S. Saba AB när Erik Penser, som Carlberg kände från studietiden i Lund, var störste ägare. När Penser 1984 bildade Nobel Industrier genom sammanslagning av Bofors och KemaNobel, blev Carlberg verkställande direktör för den nya koncernen. Han lämnade posten 1991, sedan Penser under den då pågående finanskrisen tvingats lämna över sina aktier till Nordbanken, där Carlbergs gamle mentor Björn Wahlström vid denna tid var styrelseordförande.
Från 1993 till 2008 var Carlberg VD för Axel Johnson International, ett företag inom Axel Johnson Gruppen.